# Catasetum roseoalbum
Catasetum roseoalbum là một loài thực vật có hoa trong họ Lan. Loài này được (Hook.) Lindl. mô tả khoa học đầu tiên năm 1840.